# فرد ستيفن روبرتس
فرد ستيفن روبرتس (بالإنجليزية: Fred Stephen Roberts) رياضياتي أمريكي، ولد في 19 يونيو 1943.